# Skogsrör
Skogsrör (Calamagrostis chalybaea) är en gräsart som först beskrevs av Lars Levi Læstadius, och fick sitt nu gällande namn av Elias Fries. Enligt Catalogue of Life ingår skogsrör i släktet rör och familjen gräs, men enligt Dyntaxa är tillhörigheten istället släktet rör och familjen gräs. IUCN kategoriserar arten globalt som livskraftig. Arten är reproducerande i Sverige. Inga underarter finns listade i Catalogue of Life.